# موزه کشتی وایکینگ (راسکیله)
موزه کشتی وایکینگ (به دانمارکی: Vikingeskibsmuseet) در راسکیله موزهٔ ملی کشتی‌ها در دانمارک محسوب می‌شود که دریانوردی و قایق‌سازی را در بازهٔ زمانی پیشاتاریخ و قرون وسطی به نمایش می‌گذارد. تمرکز اصلی این موزه بر روی نمایشگاهی دائمی دارای پنج فروند از کشتی‌های وایکینگی است که طی کاوش‌های باستان‌شناسی در حدود سال ۱۹۶۲ میلادی کشف شدند. این موزه همچنین به پژوهش و آموزش پژوهشگران در زمینه‌های تاریخ دریانوردی، باستان‌شناسی تجربی و باستان‌شناسی دریایی می‌پردازد.